# Беловка (Северо-Казахстанская область)
Беловка (каз. Беловка) — село в Мамлютском районе Северо-Казахстанской области Казахстана. Входит в состав Краснозаменского сельского округа. Код КАТО — 595239200.

## География
Находится в 30-ти километрах от районного центра.

## Население
В 1999 году население села составляло 436 человек (216 мужчин и 220 женщин). По данным переписи 2009 года, в селе проживало 313 человек (160 мужчин и 153 женщины).